# George Probert
George Arthur Probert junior, (* 5. März 1927 in Los Angeles; † 10. Januar 2015 in Monrovia, Kalifornien) war ein US-amerikanischer Klarinettist, Sopransaxophonist und Bandleader des Dixieland.
Probert war Autodidakt auf seinen Instrumenten und spielte 1950 bis 1953 bei Bob Scobey und danach in Kid Ory’s Creole Jazz Band. Mit beiden nahm er auch auf (Kid Ory Creole Jazz Band 1954 GTJ 1954). 1954 bis 1969 war er in der Firehouse Five plus Two Band des Dixieland Revival, die aus Studiomusikern der Disney Studios gebildet war. Gleichzeitig war er ab 1955 musikalischer Leiter in den Walt Disney Studios. Ab 1973 tourte er mit eigenen Bands sowohl in den USA (Westküste) als auch in Europa und hier speziell in den Niederlanden (Breda Jazz Festival) und Großbritannien. 1997 tourte er mit Big Bill Bissonette’s International Jazz Band in Europa, mit denen er auch aufnahm (bei Jazz Crusade 1997).
Er nahm auch unter eigenem Namen für Fat Cat’s Jazz, Jazz Crusade und Jazzology auf. 1957 und 1968 nahm er mit George Brunies auf. 1978 nahm er in Budapest mit der Benko Dixieland Band auf und 1973 auf dem Manassas Jazz Festival.